# Círculo Imperial

Mapa dos Círculos Imperiais em 1560
----
Círculo da Borgonha
Círculo do Reno Inferior-Vestfália
Círculo Eleitoral do Reno
Círculo do Reno Superior
Círculo Inferior da Saxônia
Círculo Superior da Saxônia
Círculo da Francônia
Círculo da Suábia
Círculo da Baviera
Círculo Austríaco
Territórios Fora dos Círculos Imperiais

Círculos Imperiais também denominados de circunscrições imperiais (em alemão:Reichskreis, e no plural Reichskreise) eram divisões administrativas e judiciais do Sacro Império Romano-Germânico com a finalidade de organizar uma estrutura de defesa e de coleta dos impostos imperiais, mas também como um meio de organização dentro da Dieta Imperial e do Câmara da Corte Imperial. Sua organização se iniciou na Dieta de Worms de 1495, com o intento de recuperar o esplendor que havia desfrutado na Idade Média seguindo as indicações de Bartoldo de Mogúncia, e sua criação tinha como objectivo neutralizar a crescente fragmentação do Império.
Cada circunscrição tinha um círculo de dieta, embora nem todos os membros da dieta deste círculo integrassem a Dieta Imperial. À frente de cada circunscrição estava um príncipe.

## Formação dos círculos imperiais
A divisão inicial foi de seis regiões chamadas distritos eleitorais.  Cada qual englobava vários estados e constituíram uma unidade administrativa, fiscal e defensiva. A categoria de estado de circunscrição imperial dava voz e voto na dieta da circunscrição.
A dieta de Augsburgo, em 1500, configurou seis círculos como parte da reforma imperial:
- Círculo da Baviera
- Círculo da Suábia
- Círculo do Reno Superior
- Círculo do Reno Inferior-Vestfália
- Círculo da Francônia
- Círculo Inferior da Saxônia

Originalmente, os territórios governados pela Casa de Habsburgo e pelos Eleitores permaneceram fora dos círculos. Em 1512, a Dieta em Tréveris e Colônia organizou estas terras em mais quatro círculos:
- Círculo Austríaco, incluindo os territórios dos Habsburgos herdados por Maximiliano I
- Círculo da Borgonha, incluindo o patrimônio da falecida esposa de Maximiliano I, Maria de Borgonha
- Círculo Superior da Saxônia, incluindo o Eleitorado da Saxônia e de Brandemburgo
- Círculo Eleitoral do Reno, incluindo o Eleitorado Eclesiástico de Colônia e Mogúncia, Trier e o Secular Eleitorado do Palatinato.

Tendo em conta as reivindicações francesas levantadas pela herança de Borgonha de Maximiliano I, a dieta de 1512 iniciou o uso oficial do nome do "Sacro Império Romano (da nação) Germânica"  (latim: Sacrum Romanum de Imperium Nationis Germanicæ) em seu ato Final.
Embora o Império tenha perdido vários de seus territórios ocidentais após a secessão das Províncias Unidas, em 1581, e durante as anexações francesas de 1679 e da Paz de Nimegue, os dez círculos permaneceram praticamente inalterados até o início de 1790, quando as guerras revolucionárias francesas ocasionaram mudanças significativas para o mapa político da Europa.

## Territórios fora dos círculos imperiais
Um número considerável de territórios imperiais permaneceu independente dos círculos imperiais, por exemplo:
- as Terras da Coroa da Boêmia (ou seja, o Reino da Boémia com a Marca da Morávia e o Condado de Kladsko, o Ducado da Silésia, bem como Alta e Baixa Lusácia);
- os territórios da Confederação Helvética, retirado da Federação Imperial, de acordo com a Paz de Vestfália em 1648
- os territórios imperiais no norte da Itália:
  - Ducado de Mântua
  - Ducado de Milão
  - Ducado de Módena e Régio
  - Marca de Monferrato
  - Ducado de Parma e Placência
  - Grão-Ducado da Toscana
  - República de Génova
  - República de Luca
  - outros pequenos feudos imperiais
- territórios dos Cavaleiros Imperiais
- pequenos territórios, tais como:
  - o Condado de Montbéliard
  - o Senhorio de Schmalkalden
  - o Senhorio de Jever
  - a República Camponesa de Dithmarschen (até incorporação ao Holstein em 1559)